# 和庚吉
和庚吉（1864年—1950年），字星白，号松樵，晚年号退仙，雲南省麗江府麗江縣人，清朝政治人物、同進士出身。

## 生平
光緒十五年（1889年）舉人，光緒十八年（1892年）壬辰科三甲148名進士。同年五月，以主事分部学习。任兵部主事。三年后，请改外用，历任四川乐至、石柱、秀山、温江、顺宁等县知县。光绪三十年（1904年）辞官回乡，与邑人和积贤等协助知府彭继志创办丽江府中学堂。
民国二年（1913年），当选县参议长。晚年辞去公职，建园曰“退园”，著《退园韵语》。